# Volailles de Janzé

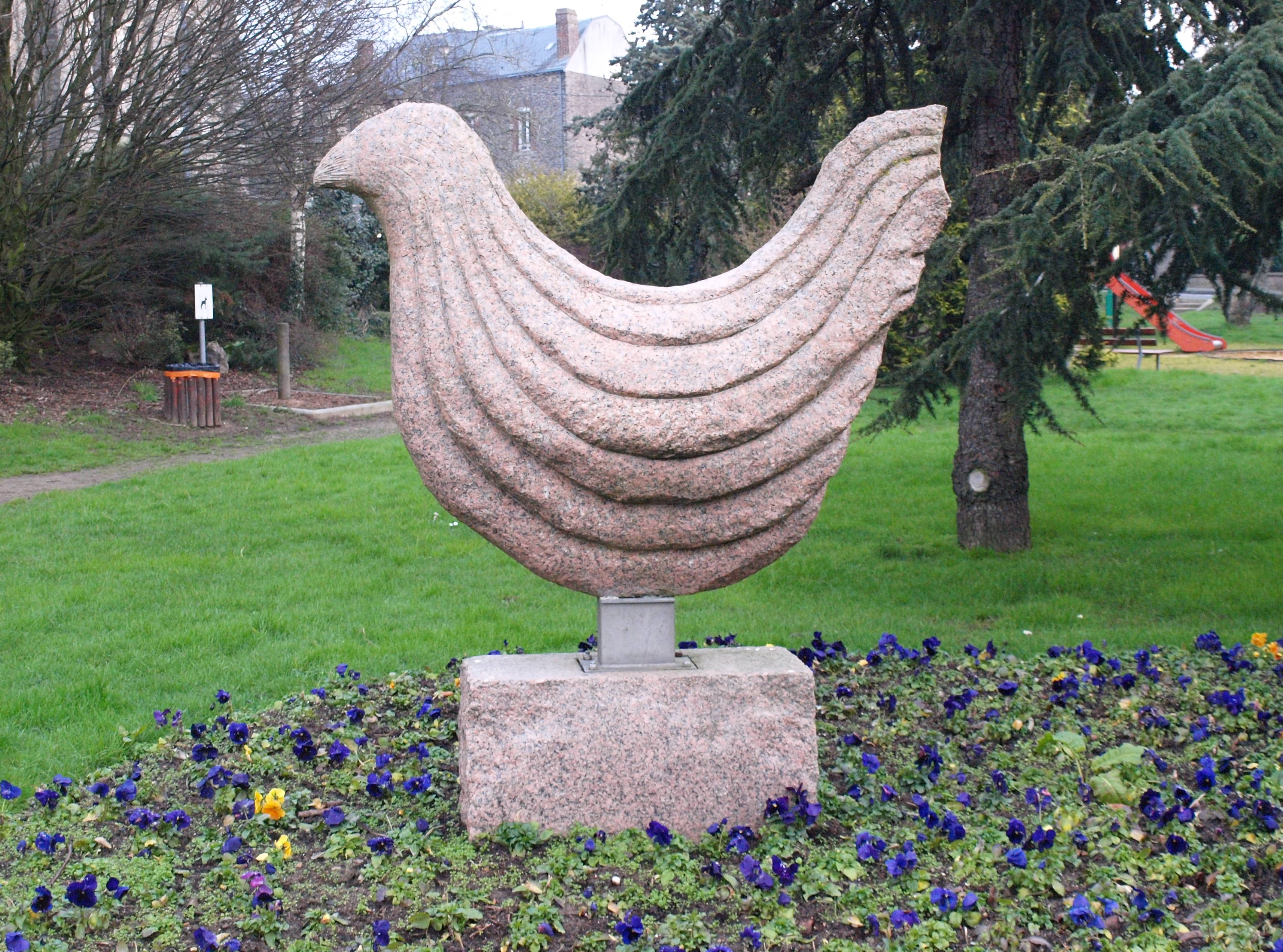
Statue en l'honneur de la volaille de Janzé

La volaille de Janzé est une volaille fermière française d'appellation Label Rouge, élevée en plein air dans le département d'Ille-et-Vilaine en Bretagne et les cantons limitrophes. Elle bénéficie d'un label de qualité européen d'indication géographique protégée (IGP) depuis 1996.

## Historique
Les poulardes de Janzé sont expédiées à Nantes et à Rennes au XVIIIe siècle. En 1900, elles sont vendues au marché de Janzé, le plus important du département à l'époque.

## Élevage et production
Les volailles de Janzé possèdent une Indication Géographique Protégée grâce à une politique de maintien de la production au niveau local. Pour estampiller une volaille « Janzé », cette dernière doit être élevée par un producteur membre de la coopérative des fermiers de Janzé et habitant en Ille-et-Vilaine ou dans l’un de ses cantons voisins. La coopérative des Fermiers de Janzé compte en 2019 plus 170 producteurs, installés majoritairement dans le sud est du département d’Ille-et-Vilaine, ce qui représente environ 350 poulaillers. 75 % des éleveurs se situent dans un rayon de 15 kilomètres autour de Janzé.
La totalité des volailles produites sont issues de souches à croissance lente. Le poulet fermier label rouge est un poulet élevé en plein air pendant 81 jours nourri aux céréales, disponible toute l'année. Il est élevé à une densité de démarrage de 11 poulets/m².
Le chapon fermier label rouge est un mâle castré, élevé en plein air pendant 150 jours minimum et nourris au lait entier durant les 4 dernières semaines d'élevage. Il est également nourri aux céréales mais disponible uniquement en fin d'année.
La dinde fermière est élevée durant 140 jours et disponible seulement en fin d'année. La pintade fermière est quant à elle élevée pendant 94 jours minimum et disponible toute l'année.
Les volailles sont élevées dans des bâtiments fixes d'une surface de 400 m² maximum à ventilation naturelle statique. Chaque bâtiment dispose un parc à volaille arboré et clos d'une surface d'environ 1 hectare afin que les volailles puissent sortir en plein air. Ces dernières sortent par les trappes disposées sur le côté du poulailler.
Depuis 2009, la coopérative des Fermiers de Janzé garantit une alimentation sans OGM (<0,9%) et une alimentation à base de céréales.
Désormais, depuis 2018, la coopérative de Janzé produit des poulets bio élevés en plein air pendant 81 jours minimum.
Certaines clauses du cahier des charges de l'IGP peuvent faire l'objet d'une suspension temporaire pour des motifs sanitaires, comme en novembre 2023, afin de lutter contre la propagation du virus influenza aviaire hautement pathogène (IAHP).

### Produits
Les fermiers de Janzé produisent toute une gamme de volailles Label rouge : le poulet fermier, le chapon fermier, la pintade fermière, le chapon de pintade fermière et la dinde fermière. La production hebdomadaire oscille entre 80 000 volailles et 100 000 volailles avec une production plus élevée en fin d'année grâce à la production de dinde et de chapon pour les festivités de Noël et du nouvel an.